# Tiro con l'arco ai Giochi paralimpici
Il tiro con l'arco paralimpico è una disciplina paralimpica sin dalla prima Paralimpiade di Roma 1960 e ha avuto gare diverse di volta in volta a seconda dell'edizione.
Agli atleti è stata data una classificazione a seconda del tipo e la portata della loro disabilità. Il sistema di classificazione consente agli atleti di competere contro altri con un analogo livello di funzione.
Le classificazioni sono le seguenti:
- W1: arcieri in carrozzina con paralisi cerebrale a tutti e quattro gli arti
- W2: arcieri in carrozzina con piena funzione degli arti superiori
- W3: arcieri in piedi con amputazioni o paralisi cerebrali.

## Sommario
| Giochi | Anno | Eventi | Migliore nazione |
| ------ | ---- | ------ | ---------------- |
| 1      | 1960 | 8      | Stati Uniti      |
| 2      | 1964 | 12     | Stati Uniti      |
| 3      | 1968 | 13     | Stati Uniti      |
| 4      | 1972 | 12     | Germania Ovest   |
| 5      | 1976 | 18     | Francia          |
| 6      | 1980 | 15     | Germania Ovest   |
| 7      | 1984 | 18     | Francia          |
| 8      | 1988 | 9      | Corea del Sud    |
| 9      | 1992 | 7      | Italia           |
| 10     | 1996 | 8      | Polonia          |
| 11     | 2000 | 7      | Italia           |
| 12     | 2004 | 7      | Gran Bretagna    |
| 13     | 2008 | 9      | Cina             |
| 14     | 2012 | 9      | Russia           |
| 15     | 2016 | 9      | Gran Bretagna    |
| 16     | 2020 | 9      |                  |

## Medagliere complessivo
Aggiornato ai XV Giochi paralimpici estivi.
| Posizione | Paese             | Oro | Argento | Bronzo | Totale |
| --------- | ----------------- | --- | ------- | ------ | ------ |
| 1         | Gran Bretagna     | 20  | 24      | 22     | 66     |
| 2         | Stati Uniti       | 19  | 8       | 16     | 43     |
| 3         | Corea del Sud     | 16  | 11      | 15     | 42     |
| 4         | Francia           | 16  | 11      | 12     | 39     |
| 5         | Germania Ovest    | 15  | 9       | 8      | 32     |
| 6         | Cina              | 10  | 8       | 4      | 22     |
| 7         | Italia            | 8   | 11      | 11     | 30     |
| 8         | Sudafrica         | 6   | 4       | 1      | 11     |
| 9         | Giappone          | 5   | 12      | 9      | 26     |
| 10        | Svezia            | 5   | 5       | 3      | 13     |
| 11        | Iran              | 5   | 2       | 3      | 10     |
| 12        | Belgio            | 4   | 6       | 2      | 12     |
| 13        | Finlandia         | 4   | 5       | 3      | 12     |
| 14        | Rhodesia          | 4   | 0       | 0      | 4      |
| 15        | Australia         | 3   | 9       | 5      | 17     |
| 16        | Norvegia          | 3   | 3       | 3      | 9      |
| 17        | Austria           | 3   | 2       | 1      | 6      |
| 18        | Canada            | 3   | 0       | 2      | 5      |
| 19        | Paesi Bassi       | 2   | 9       | 3      | 14     |
| 20        | Polonia           | 2   | 4       | 3      | 9      |
| 21        | Svizzera          | 2   | 3       | 4      | 9      |
| 22        | Rep. Ceca         | 2   | 3       | 3      | 8      |
| 23        | Germania          | 2   | 1       | 3      | 6      |
| 24        | Russia            | 2   | 1       | 2      | 5      |
| 25        | Danimarca         | 2   | 0       | 2      | 4      |
| 26        | Irlanda           | 1   | 1       | 0      | 2      |
| 26        | Nuova Zelanda     | 1   | 1       | 0      | 2      |
| 28        | Slovacchia        | 1   | 0       | 3      | 4      |
| 29        | Turchia           | 1   | 0       | 1      | 2      |
| 30        | Messico           | 1   | 0       | 0      | 1      |
| 30        | Mongolia          | 1   | 0       | 0      | 1      |
| 30        | Squadra Unificata | 1   | 0       | 0      | 1      |
| 33        | Spagna            | 0   | 3       | 0      | 3      |
| 33        | Thailandia        | 0   | 3       | 0      | 3      |
| 35        | Malaysia          | 0   | 1       | 0      | 1      |
| 35        | Ucraina           | 0   | 1       | 0      | 1      |
| 37        | Taipei cinese     | 0   | 0       | 2      | 2      |
| Totale    | Totale            | 170 | 161     | 146    | 477    |

## Arcieri plurimedagliati
Di seguito la lista degli arcieri paralimpici vincitori di almeno due medaglie d'oro o cinque medaglie complessive.
|   | Arciere            | Nazione       | Anni      | Giochi | Genere | Oro | Argento | Bronzo | Totale |
| - | ------------------ | ------------- | --------- | ------ | ------ | --- | ------- | ------ | ------ |
| 1 | Paola Fantato      | Italia        | 1988-2004 | 5      | F      | 5   | 1       | 2      | 8      |
| 2 | Margaret Harriman  | Rhodesia      | 1960-1964 | 2      | F      | 4   | 0       | 0      | 4      |
| 3 | Anita Chapman      | Gran Bretagna | 1996-2004 | 3      | F      | 2   | 2       | 1      | 5      |
| 4 | Zahra Nemati       | Iran          | 2012-2016 | 2      | F      | 2   | 1       | 1      | 4      |
| 5 | Lee Hwa Sook       | Corea del Sud | 2008-2012 | 2      | F      | 2   | 1       | 0      | 3      |
| 6 | Oscar De Pellegrin | Italia        | 2000-2012 | 4      | M      | 2   | 0       | 2      | 4      |
| 7 | Danielle Brown     | Regno Unito   | 2008-2012 | 2      | F      | 2   | 0       | 0      | 2      |